# Калиновка (Яворовский район)
Калиновка (укр. Калинівка) — село в Яворовской городской общине Яворовского района Львовской области Украины.
Население по переписи 2001 года составляло 466 человек. Занимает площадь 0,753 км². Почтовый индекс — 81042. Телефонный код — 3259.